# Laurentius Prytz
Laurentius Prytz, född 1623 i Söderköping, Östergötland, död 1692 i Pedersöre församling, var en svensk präst.

## Biografi
Laurentius Prytz föddes 1623 i Söderköping. Han var son till kyrkoherden Johannes Laurentii Brask och Karin Prytz i Veta församling. Prytz studerade fram till 1648 vid Katedralskolan, Linköping. Därefter studerade han vid Holländska och tyska universitet fram till 1653. Han avlade filosofie magisterexamen och blev huspredikant hos riksdortsen Brahes hustru. Prytz blev 1662 kyrkoherde i Pedersöre församling och senare även prost. Han avled 1692 i Pedersöre församling.

### Familj
Prytz gifte sig första gången 1658 med Maria Eosander 1636–1682. Hon var dotter till kyrkoherden Johannes Eosander och Elisabet Trana i Åsbo församling. De fick tillsammans barnen Hans Prytz som blev kapellan i Pedersöre församling, Maria Prytz som var gift med häradshövdingen Nils Clerck och prosten Jacob Falander i Gamla Karleby församling, Anna Magdalena Prytz som var gift med kyrkoherden Johan Gezelius.
Prytz gifte sig andra gången med Sara Jöransdotter.